# San Francisco (Argentyna)
San Francisco – miasto w środkowej Argentynie, w prowincji Córdoba, blisko granicy z prowincją Santa Fe, na skrzyżowaniu dróg krajowych 19 i 158. Czwarte pod względem wielkości miasto prowincji, ok. 59 000 mieszkańców. Stolica departamentu San Justo.
San Francisco zostało założone 9 września 1886 roku przez José Bernardo Iturraspe. Prawa miejskie nadano w 1915.
Miasto jest siedzibą klubu piłkarskiego Sportivo Belgrano.

## Urodzeni w San Francisco
- Jorgelina Cravero – tenisistka